# Simphiwe Dana
Simphiwe Dana (Butterworth, 23 gennaio 1980) è una cantautrice sudafricana. Cresciuta con la musica tradizionale, coniuga pop, hip hop, soul, gospel, jazz, blues. È tra le maggiori star musicali sudafricane, pur essendo nota altrove perlopiù nell'ambito della musica etnica. Autrice di musica e testi, soprattutto in xhosa, riconosce tra i suoi modelli Lena Horne, Sarah Vaughan, Dorothy Masuka, e tratta i temi della storia dei neri in Sudafrica, dell'importanza della tradizione autoctona, dell'aspirazione alla libertà e all'autodeterminazione, soprattutto femminile.

## Biografia
Di etnia xhosa, prima di quattro fratelli, è cresciuta in umili condizioni tra due piccole città del Transkei, la nativa Butterworth (Gcuwa) e Mayaluleni. Abituata fin dall'infanzia a intonare canti tradizionali, è approdata alla musica corale tramite il padre predicatore evangelico. Ha frequentato la Vela Private School di Umtata, dove si è diplomata nel 1997, per poi studiare grafica al politecnico di Port Elizabeth e tecnologia dell'informazione al Wits Technikon di Johannesburg.
Nel 2002 si trasferì a Johannesburg dove si esibì come cantante di piccoli club in sessioni open mic e attrasse così l'attenzione dei promoter. Durante la produzione del suo primo album, Zandisile (2004), è rimasta incinta e l'ha dedicato infine alla figlia Zazi. L'album ha ottenuto il disco di platino in Sudafrica e un avanzamento in alcune classifiche jazz e world music d'Europa. Simphiwe Dana ha così preso parte a numerosi importanti festival sudafricani, tra i quali Arts Alive, il Cape Town International Jazz Festival e lo Standard Bank Joy of Jazz Festival. Ai South African Music Awards del 2005 Zandisile è stato riconosciuto Best Jazz Vocal Album e la cantautrice Best Newcomer.
Nel settembre 2005, incinta di un secondo figlio, è stata vittima di un grave incidente stradale e ha interrotto l'attività in scena per la convalescenza, dando alla luce il bambino e dedicandosi alla famiglia.
Pietra miliare della sua carriera è stata la sua partecipazione da ospite al concerto di Angélique Kidjo presso la Johannesburg Music Hall il 23 luglio 2006, dove pubblico e critica l'hanno accolta entusiasti e a molti ha ricordato star della musica sudafricana come Miriam Makeba e Dorothy Masuka a inizio carriera.
Nel 2006 è uscito il secondo album, The One Love Movement On Bantu Biko Street, per il quale ha ricevuto quattro premi al 13º South African Music Awards il 14 aprile 2007: Best Album Of The Year, Best Female Solo Artist, Best Contemporary Jazz e Best Jazz Vocal Album.
Ha tenuto in Europa due tournée esibendosi prima all'One World Day presso la porta di Brandeburgo a Berlino in occasione dei mondiali di calcio e all'AVO Session di Basilea (2006), poi in un tour di vari mesi in Germania, Spagna, Svizzera, Regno Unito, Paesi Bassi, Austria, concluso il 10 luglio 2007 con un concerto open air nell'ambito del Jazz-Fest-Wien al Rathausplatz.
Ha avuto un ruolo primario nel film Themba presentato e premiato nel 2010 al Festival di Berlino (la parte della madre del giovane protagonista che come lui è malata di AIDS).

## Discografia
- 2004 – Zandisile
- 2006 – The One Love Movement On Bantu Biko Street
- 2010 – Kulture Noir
- 2011 – An Evening with Simphiwe Dana: Live at the Lyric Theatre (live)
- 2014 – Firebrand
- 2016 – Celebrating Ten Years Live at the Bassline (live)
- 2017 – The Simphiwe Dana Symphony Experience (live)
- 2020 – Bamako

## Riconoscimenti
- Disco di platino per Zandisile
- South African Music Awards 2005: Best Jazz Vocal Album e Best Newcomer
- AVO Session 2006: Arising Star Award[1]
- South African Music Awards 2007: Best Album Of The Year, Best Female Solo Artist, Best Contemporary Jazz e Best Jazz Vocal Album